# Clavipalpus antisana
Clavipalpus antisana är en skalbaggsart som beskrevs av Bates 1891. Clavipalpus antisana ingår i släktet Clavipalpus och familjen Melolonthidae. Inga underarter finns listade i Catalogue of Life.